# أرض ملوثة

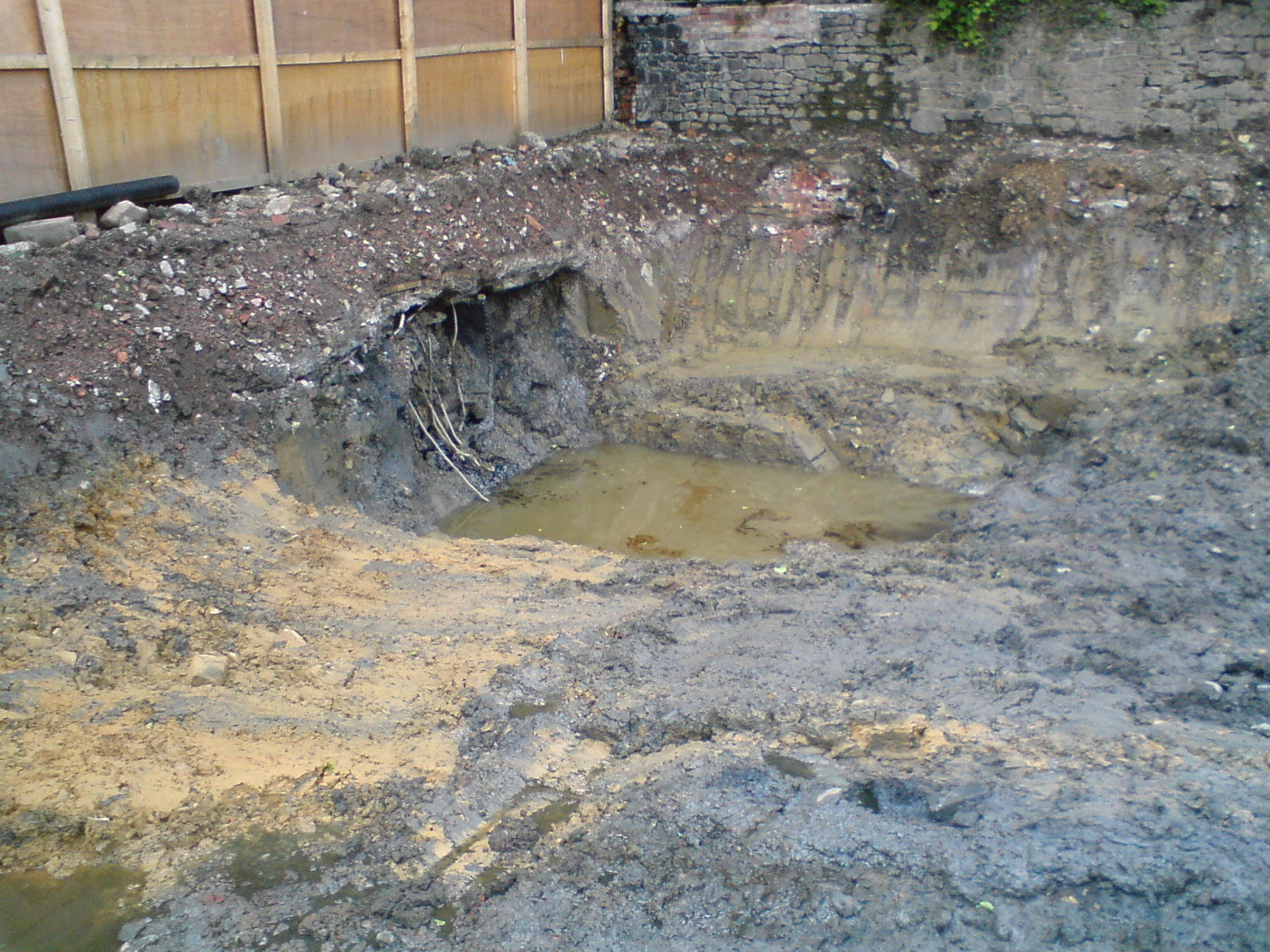
مثال على أرض ملوثة في موقع لأعمال الغاز غير المستخدمة بعد التنقيب، ويظهر تلوث التربة من صهاريج التخزين تحت الأرض التي تمت إزالتها.

في التخطيط الحضري، تعتبر الأراضي الملوثة هي أي أرض تم تطويرها مسبقًا ولا يتم استخدامها حاليًا وقد تكون ملوثة. يستخدم هذا المصطلح أيضًا لوصف الأرض المستخدمة سابقًا للأغراض الصناعية أو التجارية ذات التلوث المعروف أو المشتبه به بما في ذلك تلوث التربة بسبب النفايات الخطرة.